# Raymond Wang Chong Lin
Raymond Wang Chong Lin (12 mei 1921 - 2 februari 2010) was een rooms-katholieke priester van de ondergrondse kerk van China en bisschop van Zhao.
Raymond Wang Chong Lin werd op 30 mei 1950 priester gewijd. In 1957 werd hij door de maoïstische machtshebbers veroordeeld tot 21 jaar gevangenis. Hij kon pas in 1979 zijn pastoraal werk in de provincie Hebei hervatten. In 1983 werd hij benoemd tot vicaris van het bisdom Wei (Xingtai) voor de ondergrondse kerk. Hij richtte er een klooster voor vrouwen op en heropende het seminarie. In 1988 werd hij door de Chinese overheid bevestigd als bisschop van Xingtai, een samengaan van de vroegere bisdommen Zhaoxian, Shunde en Weixian. Wang werd in 2000 nog 5 maanden opgesloten, omdat hij Jiang Mingyuan tot bisschop gewijd had. Hij ging in 2006 met emeritaat.